# Oleg Gorobi
Oleg Gorobi (n. 2 iulie 1971, Voronej, RSFS Rusă, URSS) este un caiacist ce a reprezentat Rusia, medaliat olimpic. A participat la 3 ediții ale Jocurilor Olimpice (1992, 1996, 2000) în care a câștigat o medalie de bronz.